# Срби у Луксембургу
Српски Луксембуржани су држављани Луксембурга који су српског порекла. Према речима амбасадора Србије у Белгији и Луксембургу, у Луксембургу живи око 7.000 Срба, што је око 1,2% његовог становништва.

## Значајни људи
- Сергио Пуповац, фудбалер
- Вахид Селимовић, фудбалер
- Данел Синани, фудбалер
- Мерис Шеховић, политичар